# 強くてニューサーガ
『強くてニューサーガ』（つよくてニューサーガ）は、阿部正行による日本のライトノベル。「小説家になろう」にて2012年5月より連載されており、書籍版はアルファポリスより2013年4月から2018年7月にかけて刊行された。イラストは布施龍太。2022年10月時点で電子書籍版を含むシリーズ累計部数は80万部を突破している。
メディアミックスとして、三浦純によるコミカライズがアルファポリスのサイトにて2014年2月20日より連載中。また、テレビアニメが2025年に放送予定。

## あらすじ
人族と魔族の争いの末、勇者カイルは魔王を倒したが、自身も瀕死の重傷を負う。だが魔王が守っていた赤い宝石に触れた事で、魔族の大侵攻が始まる4年前の世界に戻った。かつて故郷と大切な人を失い復讐の為に強くなったカイルは、その強さと知識で歴史を変えようとする。

## 登場人物
声の項はテレビアニメの声優。
カイル
声 - 内田雄馬
本作の主人公。命を賭して魔王を倒した後、「神竜の心臓」に触れたことで現代の記憶を持ったまま過去に戻った。そこで3年後の大侵攻で起こるはずの未来を変えるべく仲間と装備を集め、強くなることを誓う。
セラン
声 - 下野紘
カイルの幼馴染。剣を武器に戦う。目的のためなら手段は選ばないタイプ。
リーゼ
声 - ファイルーズあい
カイルの幼馴染、素手での格闘を得意とする。カイルに好意があり、嫉妬深く料理上手。よくカイルに食事を作ってくれる。大侵攻の際に死んでいる。
ウルザ/エクセス
声 - 瀬戸麻沙美
エルフの精霊使い。魔王との戦いの際、カイルを庇い魔王の魔法で消滅した。やり直し前の世界ではカイルの恋人であった。やり直しの過去でカイルが自分の「真名」を知っていることを不審に思うが仲間になる。
シルドニア
声 - 髙橋ミナミ
セライア
声 - 金元寿子
カイルの母親であり、大国でも数人しかいないとされる「大魔導士（アークメイジ）」。カイルのことを「カイルちゃん」と呼ぶ。徹夜で書物を読み耽るほどの研究好き。大侵攻の際に死んでいる。
レイラ
声 - 渡辺明乃
セランの母親で、カイルの師匠。
ミレーナ
声 - 前田佳織里
ゼントス
声 - 安元洋貴
ミランダ
声 - 杉山里穂
ゴウ
声 - 引坂理絵
ガザス
声 - 稲田徹

## 既刊一覧

### 小説
- 阿部正行（著）・布施龍太（イラスト） 『強くてニューサーガ』 アルファポリス、全11巻
  1. 2013年4月8日初版発行、ISBN 978-4-434-17794-1
  2. 2013年10月7日初版発行、ISBN 978-4-434-18365-2
  3. 2014年4月2日初版発行、ISBN 978-4-434-19042-1
  4. 2014年10月8日初版発行、ISBN 978-4-434-19744-4
  5. 2015年5月3日初版発行、ISBN 978-4-434-20586-6
  6. 2015年12月29日初版発行、ISBN 978-4-434-21487-5
  7. 2016年9月4日初版発行、ISBN 978-4-434-22358-7
  8. 2017年4月5日初版発行、ISBN 978-4-434-23126-1
  9. 2017年10月28日初版発行、ISBN 978-4-434-23910-6
  10. 2018年7月2日初版発行、ISBN 978-4-434-24692-0
  11. 2025年6月30日初版発行、ISBN 978-4-434-35954-5

### 漫画
- 阿部正行（原作）・布施龍太（キャラクター原案）・三浦純（作画） 『強くてニューサーガ』 アルファポリス〈アルファポリスCOMICS〉、全11巻
  1. 2014年10月31日初版発行、ISBN 978-4-434-19706-2
  2. 2015年9月30日初版発行、ISBN 978-4-434-20941-3
  3. 2016年4月30日初版発行、ISBN 978-4-434-21793-7
  4. 2016年12月31日初版発行、ISBN 978-4-434-22648-9
  5. 2017年11月30日初版発行、ISBN 978-4-434-23870-3
  6. 2018年9月30日初版発行、ISBN 978-4-434-25022-4
  7. 2019年8月31日初版発行、ISBN 978-4-434-26231-9
  8. 2020年8月31日初版発行、ISBN 978-4-434-27789-4
  9. 2021年8月31日初版発行、ISBN 978-4-434-29277-4
  10. 2022年10月31日初版発行、ISBN 978-4-434-31024-9
  11. 2025年6月30日初版発行、ISBN 978-4-434-35954-5

## テレビアニメ
2022年10月19日、テレビアニメ化が発表された。当初は2023年7月より放送開始としていたが、2023年5月26日に延期が発表された。2025年7月より朝日放送テレビほかにて放送中。

### スタッフ
- 原作 - 阿部正行（アルファポリス刊）[8]
- 原作イラスト - 布施龍太[8]
- 漫画 - 三浦純[8]
- 監督 - 水沢直木[8]
- シリーズ演出 - 堀内直樹[8]
- シリーズ構成 - 猪原健太[8]
- アニメーションキャラクター原案 - ニリツ[8]
- キャラクターデザイン - 朝陽暖[8]
- 美術監督 - 楊夢龍
- 撮影監督 - 小野寺正明[12]
- 編集 - 吉武将人[12]
- アフレコ演出 - 田中亮
- 音響効果 - 武藤晶子
- 音響制作 - ビットグルーヴプロモーション
- 音楽 - 社長（SOIL&"PIMP"SESSIONS）、穴沢弘慶[8]
- 音楽制作 - バンダイナムコミュージックライブ[12]
- プロデューサー - 梅田和沙、豊島敬亮、栗須貴大、曹聡、本橋研一、臼倉竜太郎、植木達也、大貫一雄、小澤文啓、和田卓治、橋本武志、田中階子
- 制作プロデューサー - 陸星程、鷹木純一
- アニメーション制作 - 創通、スタジオクラッチ[8]
- 製作 - 強くてニューサーガ製作委員会

### 主題歌
「演者」
4s4kiによるオープニングテーマ。作詞は4s4ki、作曲・編曲は4s4kiとNUU$HI。
「her」
甲田まひるによるエンディングテーマ。作詞は甲田まひる、作曲は甲田まひると野村陽一郎、編曲は野村陽一郎。

### 各話リスト
| 話数  | サブタイトル               | 脚本     | 絵コンテ | 演出     | 作画監督                      | 総作画監督          | 初放送日      |
| ----- | -------------------------- | -------- | -------- | -------- | ----------------------------- | ------------------- | ------------- |
| 第1話 | 全ての終わり、そして始まり | 猪原健太 | -        | 中田良一 | SAI 管スタジオ                | 森山夕希 今門卓也   | 2025年 7月3日 |
| 第2話 | 英雄の条件                 | 猪原健太 | -        | 中田良一 | 蓋春垚 管スタジオ             | 森山夕希 今門卓也   | 7月10日       |
| 第3話 | 契約の応用                 | 猪原健太 | -        | 中田良一 | SAI 管スタジオ                | 森山夕希 今門卓也   | 7月17日       |
| 第4話 | 上出来な英雄譚の始まり     | 猪原健太 | -        | 中田良一 | SAI 管スタジオ                | 森山夕希 今門卓也   | 7月24日       |
| 第5話 | 未明の再会                 | 猪原健太 | -        | 中田良一 | SAI 管スタジオ                | 森山夕希 SAI        | 7月31日       |
| 第6話 | 戦友                       | 猪原健太 | -        | 中田良一 | SAI 管スタジオ たかはしなぎさ | SAI 蓋春垚          | 8月7日        |
| 第7話 | 鍛冶師の国へ               | 猪原健太 | -        | 中田良一 | SAI 管スタジオ                | 森山夕希 蓋春垚     | 8月14日       |
| 第8話 | 暗躍する者たち             | 猪原健太 | -        | 中田良一 | 管スタジオ                    | 森山夕希 蓋春垚 SAI | 8月21日       |

### 放送局
| 放送期間       | 放送時間                     | 放送局          | 対象地域   | 備考                                 |
| -------------- | ---------------------------- | --------------- | ---------- | ------------------------------------ |
| 2025年7月3日 - | 木曜 2:15 - 2:45（水曜深夜） | 朝日放送テレビ  | 近畿広域圏 | 『水曜アニメ〈水もん〉』第1部        |
|                | 木曜 23:30 - 金曜 0:00       | TOKYO MX        | 東京都     | 製作参加                             |
| 2025年7月4日 - | 金曜 23:00 - 23:30           | AT-X            | 日本全域   | CS放送 / 字幕放送 / リピート放送あり |
| 2025年7月5日 - | 土曜 2:00 - 2:30（金曜深夜） | BS12 トゥエルビ | 日本全域   | BS放送 / 『アニメ26』枠              |

| 配信開始日   | 配信時間                   | 配信サイト |
| ------------ | -------------------------- | --- |
| 2025年7月3日 | 木曜 2:45（水曜深夜） 更新 | dアニメストア（ニコニコ支店・for Prime Videoを含む）                                                                                         |
| 2025年7月5日 | 土曜 12:00 更新            | TVer J:COM STREAM （見放題） TELASA （見放題プラン） milplus見放題パックプライム                                                             |
| 2025年7月6日 | 日曜 2:45（土曜深夜） 更新 | Amazon Prime Video ABEMA U-NEXT アニメ放題 Lemino DMM TV AnimeFesta バンダイチャンネル Hulu FOD （for Prime Videoを含む） ニコニコチャンネル |

### BD
| 巻  | 発売日             | 収録話         | 規格品番  |
| --- | ------------------ | -------------- | --------- |
| BOX | 2025年11月12日予定 | 第1話 - 第12話 | BSZD08302 |